# Centro Latinoamericano de Excelencia en Cambio Climático y Salud
El Centro Latinoamericano de Excelencia en Cambio Climático y Salud (CLIMA) es un centro de investigación con sede en Lima, Perú, formado por diversos integrantes de la comunidad de la Universidad Peruana Cayetano Heredia, y otros aliados estratégicos de nivel nacional e internacional. Fue creado el año 2020.
El CLIMA tiene actualmente como directores a Andrés G. Lescano y Stella Hartinger Peña.

## Áreas de trabajo
El Clima tiene como misión fundamental el de "promover y desarrollar investigaciones a escala nacional, regional y global en el impacto del cambio climático en la salud humana, ambiental y ecosistémica".
Para el año 2021, como institución realiza recomendaciones políticas para Perú, por la pandemia de Covid-19, donde insta a "prepararnos ahora para los impactos actuales y futuros del cambio climático, esta preparación debe guiarse por la ciencia, por soluciones basadas en evidencia y trabajando de manera multisectorial y global”.
Las líneas de investigación que desarrollan basadas en los indicadores de uno de sus aliados como es la revista The Lancet, son tres en la actualidad:
- Impactos, exposiciones y vulnerabilidad al cambio climático
- Acciones de Mitigación y co-beneficios sobre la salud frente al cambio climático
- Adaptación, planificación y resiliencia para la salud frente al cambio climático

## Publicaciones y centro de documentación
El centro Clima realiza publicaciones de informes, artículos, investigaciones, revistar, proyectos y otras actividades que son documentados.
- El informe 2021 de Lancet Countdown sobre salud y cambio climático: código rojo para un futuro saludable.[7]
- El informe 2020 de The Lancet Countdown sobre salud y cambio climático: respondiendo a las crisis convergentes.[8]
- El informe 2019 de The Lancet Countdown sobre salud y cambio climático: garantizar que la salud de un niño nacido hoy no se defina por un clima cambiante.[9]
- 2022 Informe de políticas para Perú.[10]